# かにぱんお姉さん
かにぱんお姉さん（かにぱんおねえさん）は、三立製菓（静岡県浜松市中央区）で製造されているパン「かにぱん」の広報を務める女性。2024年より広報宣伝室長。本名は望月沙枝子（もちづき さえこ）で、浜松市出身。
本職は三立製菓の企画開発部の広報担当社員であり、商品の企画などを担当としているが、一方で三立製菓のキャラクター「かにぱんお姉さん」として、子供向けのイベント「かにぱん教室」の開催などで静岡県内を中心にローカルタレントとしても活動している。児童たちと共に「かにぱんの歌」を歌ったり、絵本の読み聞かせ、紙芝居などといった活動も行っている

## プロフィール
「かにぱんお姉さん」としての設定上では「かにぱんの国」の妖精であり、「かにぱんの雲」に乗って旅に出たところ、三立製菓の上で落ちてしまい、社員に救われ、恩返しの意味も込めてかにぱんの広報を務めているとされる。
薄いピンク色のブラウス、レースの付いたスカート、カニをあしらった帽子、かにぱんの形のポシェットなど、ピンク色を基調とした衣装を特徴とする。年齢はプロフィール上では非公表とし、「永遠の17歳」を自称しているのは「勉強ばかりで失われた青春を取り戻す」という意味がある。なお、M-1グランプリ2021の予選参加時に生年月日が公開されている。

## 経歴
大学卒業後、釣り雑誌の編集者を経て三立製菓にパートとして入社、半年後に企画課に配属される。
2014年（平成26年）に、浜松市内の幼稚園からの依頼を受けて、かにぱんの食べ方を題材としたイベントを開催したことが、「かにぱんお姉さん」としてのデビューのきっかけである。当初は会社の制服で活動していたが、回を重ねる内に「キャラクターが確立されていない」として、2017年（平成29年）より、NHKの児童向け歌番組の出演女性「うたのおねえさん」を意識して、ピンク色を基調にした派手な衣装に改め、このことで人気が上昇した。会社によれば「会社の型にはめると魅力が失われるので、やりたいようにやらせている」「『あれをやって』『これはだめ』と言わないようにしている」という。
また、三立製菓の主力商品「カンパン」は、乾パン業界トップシェアだが、乾パンは「硬い」「食べにくい」というマイナスのイメージが先行して、他の非常食との比較として使われることも目立ち、危機感が増していることから、2018年（平成30年）からは「かにぱんお姉さん」ならぬ「サエコカンパネラ」の名で、乾パンの歴史や優位性を伝えるなど、カンパンの普及活動も行っている。
2019年（平成31年）1月に、かにぱんとロッテリアとのコラボレーション商品として「かにぱんと紅ずわいがにのクリーミーコロッケバーガー」が発売された際には、公式PRキャラクターにも任命された。
2020年（令和2年）以降は、新型コロナウイルス感染症の影響により、かにぱん教室も開催中止など、活動の縮小を余儀なくされており、オンラインでの活動が中心となった。公式Twitterでも情報を発信しており、2021年（令和3年）11月時点で、ツイート数は三立製菓の公式Twitterの約5倍に達している。
2021年（令和3年）、おふろでアフロの湯～イチ作曲の「かにぱんお姉さんの歌」を発表。作詞はかにぱんお姉さん本人。YouTube「かにぱんお姉さんチャンネル」でMVを公開。同2021年より、感染防止対策をした上で紙芝居読み聞かせイベントやかにぱん料理教室など、対面のかにぱん教室も少しづつ再開している。

## 反響
静岡ローカルのテレビ局である静岡朝日テレビからは、「広報担当を超えたタレント」として注目されている。2017年12月に『ピエール瀧のしょんないTV』に出演し、大きな反響を呼んだ。2018年（平成30年）に三立製菓のスポンサー番組に出演を開始し、ファンが急増した。
静岡朝日テレビ製作による『霜降り明星のあてみなげ』の前身のネット番組『霜降り明星のパパユパユパユ』では、お笑いコンビの霜降り明星と共に、2人がブレイクする以前より共演していた。霜降り明星がM-1グランプリでM-1王者になったことで、彼らと共演しているYouTube動画の再生回数が一気に上昇した。
全国区でも、2019年5月に日本テレビ系『月曜から夜ふかし』で出演したことで大きな反響があり、自身曰く「街中で、知らない人からも声をかけられた」という。こうした活躍もあって、2018年度のかにぱんの売上は、5年前に比べて4割増し、2013年から2020年にかけても4割増しで、販売制限がかかるほどの人気となった。
他にも、2019年3月には、カニを食べるツアー「かにぱんお姉さんと行く! カニカニカーニバル」を遠州鉄道との連携で開催して、好評を得た。はままつフルーツパークで「桃とかにぱんがピンクの共演!?」と題して、モモの収穫体験やフルーツサンド作りのイベントや、地元の旅行会社による「かにぱんお姉さんとカニを食べに行くツアー」などの企画も行われた。幼稚園だけではなく、商業施設や観光地などからも活動の依頼があり、浜松市内だけではなく近隣の市町村、静岡県外へも活動が広がっている。
2021年（令和3年）6月に三立製菓社長に就任した清水康光からは「三立製菓はまじめな会社のイメージはあったが、その印象を変えてくれた」「本人のキャラクターもあり、他にはまねできないと思っている」と話している。

## 出演

### テレビ
- 静岡朝日テレビ『ピエール瀧のしょんないTV』（2018年2月「三立製菓訪問」 - ）（2018年2月「缶詰カーリング」 - ）（2018年7月「しょんない秋のパン祭り」 - ）
- 静岡朝日テレビ『霜降り明星のあてみなげ』（2019年秋 - ）[13]
- 関西テレビ『桃色つるべ〜お次の方どうぞ〜』（2020年4月「かにぱんお姉さん回」ゲスト出演、6月 - ）
- 静岡朝日テレビ『とびだせ! かにぱんお姉さんの秘密のキッチン』（2020年4月 - ）[14]
- TBSテレビ『がっちりマンデー』「100周年企業特集」（2021年6月27日）
- テレビ静岡『かにぱんお姉さんのかに歩き』（2022年11月 - ）
- TBSテレビ『週刊さんまとマツコ』「静岡だけでバズっている超有名人 かにぱんお姉さんとは何者なのか!?」（2023年2月26日）[注 1]

### 舞台
- 『M-1グランプリ2021』- 静岡県住みます芸人のさこリッチとコンビ「かにさこ」を組んで出場。一回戦（名古屋）通過、二回戦（東京） で敗退[9]。
- 『M-1グランプリ2022』- 「かにさこ」で出場。一回戦（名古屋）通過、二回戦（東京） で敗退[9]。